# 二花白花假糙苏
二花白花假糙苏（学名：Paraphlomis albiflora var. biflora）为唇形科假糙苏属下的一个变种。变种加词 biflora 意为“二花的”。